# Draft de la NBA Development League de 2004
El Draft de la NBA Development League de 2004 se celebró el día 4 de noviembre de 2004. Constó de 10 rondas.

## Selecciones del draft
| PG | Base | SG | Escolta | SF | Alero | PF | Ala Pívot | C | Pívot |

### Primera ronda
| Pick | Jugador               | Pos.      | Nacionalidad   | Equipo                | Universidad / Club |
| ---- | --------------------- | --------- | -------------- | --------------------- | ------------------ |
| 1    | Ricky Minard          | Escolta   | Estados Unidos | Columbus Riverdragons | Morehead State     |
| 2    | Cory Alexander        | Base      | Estados Unidos | Roanoke Dazzle        | Virginia           |
| 3    | Ruben Boumtje-Boumtje | Pívot     | Camerún        | Fayetteville Patriots | Georgetown         |
| 4    | Joe Shipp             | Escolta   | Estados Unidos | Huntsville Flight     | California         |
| 5    | Kirk Haston           | Ala-Pívot | Estados Unidos | Florida Flame         | Indiana            |
| 6    | Kirk Penney           | Escolta   | Nueva Zelanda  | Asheville Altitude    | Wisconsin          |

### Segunda ronda
| Pick | Jugador          | Pos.      | Nacionalidad   | Equipo                | Universidad / Club        |
| ---- | ---------------- | --------- | -------------- | --------------------- | ------------------------- |
| 1    | Jason Lawson     | Ala-Pívot | Estados Unidos | Columbus Riverdragons | Villanova                 |
| 2    | James Thomas     | Ala-Pívot | Estados Unidos | Roanoke Dazzle        | Texas                     |
| 3    | Jon Smith        | Ala-Pívot | Estados Unidos | Fayetteville Patriots | Virginia Tech             |
| 4    | Austin Nichols   | Alero     | Estados Unidos | Huntsville Flight     | Humboldt State            |
| 5    | DeAngelo Collins | Ala-Pívot | Estados Unidos | Florida Flame         | Inglewood HS (California) |
| 6    | Ron Slay         | Alero     | Estados Unidos | Asheville Altitude    | Tennessee                 |

### Tercera ronda
| Pick | Jugador          | Pos.      | Nacionalidad   | Equipo                | Universidad / Club |
| ---- | ---------------- | --------- | -------------- | --------------------- | ------------------ |
| 1    | Seth Doliboa     | Ala-Pívot | Estados Unidos | Columbus Riverdragons | Wright State       |
| 2    | Isiah Victor     | Alero     | Estados Unidos | Roanoke Dazzle        | Tennessee          |
| 3    | Romuald Augustin | Alero     | Canadá         | Fayetteville Patriots | Providence         |
| 4    | Mengke Bateer    | Pívot     | China          | Huntsville Flight     | Beijing Ducks      |
| 5    | Marcus Moore     | Alero     | Estados Unidos | Florida Flame         | Washington State   |
| 6    | John Oden        | Ala-Pívot | Estados Unidos | Asheville Altitude    | Southern Indiana*  |

### Cuarta ronda
| Pick | Jugador        | Pos.      | Nacionalidad                         | Equipo                | Universidad / Club |
| ---- | -------------- | --------- | ------------------------------------ | --------------------- | ------------------ |
| 1    | Kitwana Rhymer | Pívot     | Islas Vírgenes de los Estados Unidos | Columbus Riverdragons | Massachusetts      |
| 2    | Sung-Yung Bang | Alero     | Corea del Sur                        | Roanoke Dazzle        | Yonsei             |
| 3    | Ousmane Cisse  | Ala-Pívot | Mali                                 | Fayetteville Patriots | Brevard Blue Ducks |
| 4    | Edward Scott   | Base      | China                                | Huntsville Flight     | Clemson            |
| 5    | Kendall Dartez | Pívot     | Estados Unidos                       | Florida Flame         | Louisville         |
| 6    | Timmy Bowers   | Escolta   | Estados Unidos                       | Asheville Altitude    | Mississippi State  |

### Quinta ronda
| Pick | Jugador        | Pos.      | Nacionalidad   | Equipo                | Universidad / Club |
| ---- | -------------- | --------- | -------------- | --------------------- | ------------------ |
| 1    | Scott Merritt  | Ala-Pívot | Estados Unidos | Columbus Riverdragons | Marquette          |
| 2    | Josh Sankes    | Pívot     | Estados Unidos | Roanoke Dazzle        | Holy Cross         |
| 3    | Chris Brooks   |           | Estados Unidos | Fayetteville Patriots |                    |
| 4    | Bernard King   | Base      | Estados Unidos | Huntsville Flight     | Texas A&M          |
| 5    | Alvin Snow     | Base      | Estados Unidos | Florida Flame         | Eastern Washington |
| 6    | Tony Kitchings | Pívot     | Estados Unidos | Asheville Altitude    | South Carolina     |